# Gastrolobium polystachyum
Gastrolobium polystachyum är en ärtväxtart som beskrevs av Meissner. Gastrolobium polystachyum ingår i släktet Gastrolobium och familjen ärtväxter. Inga underarter finns listade i Catalogue of Life.